# 超低体温循環停止
超低体温循環停止（ちょうていたいおんじゅんかんていし、英: Deep hypothermic circulatory arrest、DHCA）とは、人工心肺を使用する手術において、体温を下げた上で人工心肺による血液の循環を一時的に停止し、患者の全身の血液循環を完全に止めた状態で手術を行う方法である。主に胸部大動脈瘤や大動脈解離などの大動脈手術のうち弓部大動脈の修復を要するものなどに使用される。本法は通常の体外循環を用いた開心術の延長線上にあって新たな回路を必要とせず、遮断鉗子なども必要としないため、術中の視野が良いという特徴がある。

## 目的
超低体温循環停止法（以下DHCA）は、小児心臓外科では1950年代から、大動脈外科でも1970年代から使用され、特に弓部大動脈再建に広く用いられている。弓部大動脈再建には、本来であれば大動脈血流を遮断し、臓器の虚血による障害を防止するための種々の補助手段を用いるのが理想的であるが、何らかの理由によりそれが不可能あるいは危険であるため、全身を低体温にすることで代謝を抑制し全身臓器の保護と遮断時間の延長を図るのがDHCAの目的である。

## 適応
DHCAの適応は大きく二つに分類できる。一つは大動脈遮断が不可能あるは危険な症例である。これには胸骨正中切開による弓部大動脈置換術、上行・部分弓部置換術 (hemiarch repair) や、左開胸による胸部下行・胸腹部大動脈置換術などがある。具体的には、大動脈瘤の瘤径が大きい場合や、大動脈遮断に伴う塞栓や血液灌流障害が生じる可能性が大きいケースが含まれる。例えば大動脈遮断部位の動脈に粥状変化や石灰化が強かったり壁在血栓がある場合、大動脈解離があるため遮断を行うことにより灌流障害が危惧される場合などに、DHCAは有効な手段となる。もう一つは胸骨正中切開により大動脈瘤破裂や心大血管の損傷を起こす可能性のある症例である。これには上行大動脈の再手術や感染性大動脈瘤において、上行大動脈や人工血管が胸骨と密接する状況などが含まれる。

## DHCAの許容時間
低酸素状態に最も弱い臓器は脳である。即ち、DHCAの許容時間とは脳の虚血に対する許容時間に等しい。報告によれば (Griepp, 2013)、低体温では常温に比べて虚血許容時間が6倍程度に延長する。具体的には20℃で脳の代謝は常温の24%まで低下し、虚血許容時間は21分前後（17 - 24分程度）とされているが、個々の症例で差はあると考えられる。この温度での脊髄の虚血許容時間は120分程度であり、ほとんどの大動脈手術操作が完了する時間範囲である。次に虚血に弱いのは腎臓であるが、全ての腹部臓器は脊髄以上の虚血許容時間があるので、DHCAにおいては脳脊髄保護が最も重要と言える。

## 方法
患者の体を冷却するには、人工心肺による深部冷却が最も効率的で、調節も容易であり、深部体温（膀胱温や直腸温）を15から20℃で安定するまで冷却を持続させることが可能である。また麻酔科医は循環停止の前に、体組織の酸素消費量を最小にするために筋弛緩薬を投与して十分な筋弛緩を得ることが重要である。術者が口頭で循環停止を宣言したら、臨床工学技士が人工心肺のポンプによる血液灌流を停止する。灌流を停止し静脈側カニューレの遮断が解除されると、血液は人工心肺回路へ脱血されて術野の出血が減少する。小児の手術では、通常手術操作を容易にするために静脈カニューレを抜去する。血液凝固や血小板凝集を避けるために、人工心肺側の血液は循環停止中も回路内で循環させておく。但し、可能であれば間欠的もしくは低流量脳灌流を行っておくのが良い。また循環停止時間を最小限に留めるように術者は迅速な手術操作に務める必要がある。

## DHCAの長所
DHCAの長所は前述のように低温による虚血許容時間の延長、遮断に伴う塞栓や灌流不全による虚血を回避出来る点にある。またもう一つの大きな利点として、例えば弓部置換術においては脳分離灌流の送血管が必要無いため広い無血視野が得られることである。そもそも小児心臓外科において本法が最初に発達したのは、小児の狭い術野において可能な限り広い視野を確保するためであった。また、胸部下行、胸腹部大動脈置換術においても、腹部血管分枝の灌流が不要となり、操作が簡便になるなどメリットは大きい。

## DHCAの短所
DHCAの短所として、術中の出血傾向を増悪させる可能性があることが挙げられる。しかし体外循環の発達により、胸骨正中切開下の弓部置換術においては出血に関して大きな困難には直面しないとの意見が多数意見である。胸部下行、胸腹部大動脈置換術においては脊髄保護の面では優れているというのが一致した意見であるものの、出血や肺障害などの合併症を増加させるという点では意見の一致を見ておらず、今後の更なる検討が必要と考えられている。

## 脳神経外科におけるDHCA
巨大脳動脈瘤に対する外科的治療は脳神経外科領域において技術的に困難な部類に入る。また血管内治療は、開頭を伴う外科的治療に比肩するほどの満足な成績を残せていない。しかし複雑な巨大脳動脈瘤のクリッピングを行う際のDHCAの補助的な使用が、他に有効な治療法が無い病変に対し有望な方法になると考えられている。患者に対する適応をどう考えるべきか、また循環停止の間の具体的手技について、種々の議論が交わされている。